# HMS Lion (1910)
O HMS Lion foi um cruzador de batalha operado pela Marinha Real Britânica e a primeira embarcação da Classe Lion, seguido pelo HMS Princess Royal. Sua construção começou em novembro de 1909 no Estaleiro Real de Devonport e foi lançado ao mar em agosto do ano seguinte, sendo comissionado na frota em junho de 1912. Era armado com uma bateria principal composta por oito canhões de 343 milímetros montados em quatro torres de artilharia duplas, tinha um deslocamento carregado de mais de 31 mil toneladas e alcançava uma velocidade máxima de 28 nós.
O Lion teve um início de carreira tranquilo e sem incidentes. A Primeira Guerra Mundial começou em 1914 e ele atuou como a capitânia dos cruzadores de batalha da Grande Frota. Participou em agosto da Batalha da Angra da Heligolândia, quando ajudou a resgatar cruzadores rápidos britânicos e afundou o cruzador rápido alemão SMS Cöln. Em janeiro de 1915 esteve na Batalha de Dogger Bank, sendo seriamente danificado por vários acertos dos cruzadores de batalha alemães a ponto de precisar ser rebocado de volta para o porto, ficando sob reparos por dois meses.
O navio participou da Batalha da Jutlândia em meados de 1916, novamente enfrentando os cruzadores de batalha alemães e sendo mais uma vez seriamente danificado, desta vez quase a ponto de sofrer uma detonação em um dos seus depósitos de munição. Foi consertado e passou o restante do conflito realizando patrulhas sem grandes incidentes pelo Mar do Norte. Continuou servindo depois do fim da guerra, sendo colocado na reserva em 1920 e descomissionado em maio de 1922. Foi desmontado dois anos depois de acordo com os termos do Tratado Naval de Washington.

## Características

Desenho da Classe Lion

Os cruzadores de batalha Classe Lion foram projetados para serem superiores à nova Classe Moltke da Marinha Imperial Alemã. O aumento de velocidade, blindagem e tamanho do armamento principal forçou um aumento de 65 por cento de tamanho em relação à predecessora Classe Indetafigable.
O Lion tinha 213,4 metros de comprimento de fora a fora, uma boca de 27 metros e um calado máximo de 9,88 metros. O deslocamento normal era de 26 692 toneladas, enquanto o deslocamento carregado chegava a 31 315 toneladas. Seu sistema de propulsão era composto por 42 caldeiras Yarrow que alimentavam dois conjuntos de turbinas a vapor Parsons, cada um girando duas hélices. A potência indicada era de 70,7 mil cavalos-vapor para uma velocidade máxima de 28 nós (52 quilômetros por hora). Podia carregar até 3,6 mil toneladas de carvão e 1 153 toneladas de óleo combustível que era borrifado em cima do carvão, tendo uma autonomia de 5 610 milhas náuticas (10 390 quilômetros) a dez nós (dezenove quilômetros por hora).
O armamento principal do Lion era composto por oito canhões Marco V calibre 45 de 343 milímetros montados em quatro torres de artilharia duplas, duas sobrepostas à vante da superestrutura, uma à meia-nau e outra à ré. O armamento secundário tinha dezesseis canhões Marco VII calibre 50 de 102 milímetros, a maioria dos quais em casamatas. Também haviam dois tubos de torpedo submersos de 533 milímetros, um em cada lateral. O cinturão principal de blindagem era feito de aço Krupp e tinha 229 milímetros de espessura à meia-nau e 102 milímetros nas extremidades. As torres de artilharia tinham laterais de 229 milímetros e tetos de 64 a 83 milímetros, ficando em cima de barbetas que eram protegidas por 203 a 229 milímetros. O convés tinha de 25 a 64 milímetros, já a torre de comando tinha laterais com 254 milímetros.

### Modificações
O Lion recebeu um diretório de controle de disparo entre 1915 e 1916 que centralizou a mira e disparo dos canhões principais sob o comando de um diretório no mastro do traquete. Os tripulantes da torre de artilharia tinham que apenas seguir instruções a fim de alinharem os canhões ao alvo. Isto aumentou muito a precisão das armas, pois facilitava a observação de onde os projéteis caiam e eliminava o problema em que o balanço do navio dispersava os projéteis enquanto cada torre disparava individualmente.
Dois canhões de 102 milímetros montados acima do primeiro grupo de casamatas receberam escudos entre 1913 e 1914 para melhor proteger seus artilheiros do clima e do inimigo, enquanto os quatro canhões secundários de vante de estibordo foram removidos após abril de 1917. Um único canhão antiaéreo Hotchkiss de 57 milímetros foi instalado em outubro de 1914 e removido em julho de 1915. Um canhão antiaéreo de 76 milímetros foi adicionado em janeiro de 1915, com um segundo instalado em julho. Blindagem adicional de 25 milímetros de espessura foi adicionada no teto das torres de artilharia e nos depósitos de munição após a Batalha da Jutlândia em 1916. Plataformas de aeronaves foram instaladas no topo da terceira e quarta torres de artilharia no início de 1918, com cada uma recebendo um hangar de papelão para proteger os aviões do clima.

## Carreira
O batimento de quilha do Lion ocorreu em 29 de novembro de 1909 no Estaleiro Real de Devonport em Plymouth. Foi lançado ao mar em 6 de agosto de 1910 e comissionado em 4 de junho de 1912. Ao entrar em serviço se tornou a capitânia da 1ª Esquadra de Cruzadores, esta renomeada em janeiro de 1913 para 1ª Esquadra de Cruzadores de Batalha. O contra-almirante David Beatty assumiu o comando da formação em 1º de março. O Lion e o resto da 1ª Esquadra de Cruzadores de Batalha fizeram uma visita à Brest na França em fevereiro de 1914 e à Rússia em junho, com os oficiais do navio recepcionando a família imperial russa a bordo enquanto estavam em Kronstadt.

### Angra da Heligolândia

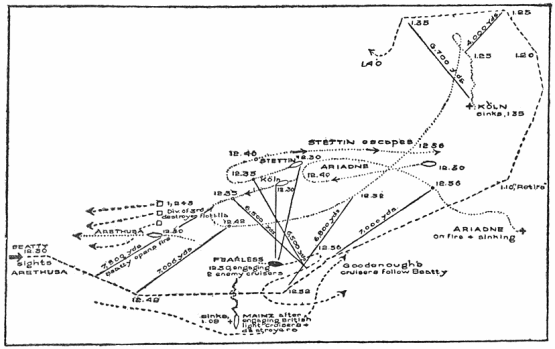
Mapa da fase final da batalha

A Primeira Guerra Mundial começou para o Reino Unido no início de agosto de 1914 e a primeira ação do Lion foi no dia 28 na Batalha da Angra da Heligolândia. A 1ª Esquadra de Cruzadores de Batalha originalmente daria suporte distante para cruzadores e contratorpedeiros britânicos próximos do litoral alemão caso os navios da Frota de Alto-Mar fizessem uma surtida em resposta. Estes foram atacados por cruzadores e barcos torpedeiros alemães e não conseguiram recuar antes da maré subir a ponto de permitir que os navios capitais da Frota de Alto-Mar saíssem do estuário do rio Jade, assim os cruzadores de batalha britânicos foram para o sul em velocidade máxima às 11h35min. O cruzador rápido HMS Arethusa foi incapacitado e ficou sob fogo dos cruzadores rápidos SMS Strassburg e SMS Cöln quando os cruzadores de batalha apareceram no horizonte às 12h37min. O Strassburg conseguiu se esconder na bruma e escapar, mas o Cöln permaneceu visível a rapidamente foi acertado pelos disparos britânicos. Beatty acabou se distraindo pela aparição repentina do cruzador rápido SMS Ariadne diretamente à vante, indo persegui-lo e rapidamente destruindo-o com três salvas a uma distância de menos de 5,5 quilômetros. Os cruzadores de batalha viraram para o norte às 13h10min e Beatty deu sinal para voltarem para casa. No caminho encontraram o incapacitado Cöln e este foi afundado por duas salvas do Lion.

### Scarborough
A Marinha Imperial tinha estabelecido uma estratégia de bombardear cidades britânicas no Mar do Norte com o objetivo de atrair e destruir elementos da Grande Frota. Um ataque anterior contra Yarmouth tinha sido parcialmente bem sucedido, assim uma operação maior foi elaborada pelo contra-almirante Franz Hipper. Os cruzadores de batalha alemães realizariam o bombardeio enquanto o resto da Frota de Alto-Mar ficaria ao leste de Dogger Bank para dar cobertura e destruir quem quer que respondessem ao ataque. Entretanto, os alemães não sabiam que os britânicos podiam ler seus códigos navais e estavam planejando pegar a força de bombardeio na viagem de volta, porém não sabiam que a Frota de Alto-Mar também faria uma surtida. A 1ª Esquadra de Cruzadores de Batalha nesta altura estava reduzida a apenas quatro navios, incluindo o Lion. A 2ª Esquadra de Batalha do vice-almirante sir George Warrender, composta por seis couraçados, foi destacada da Grande Frota para ajudar os cruzadores de batalha a interceptarem os alemães.
A força de Hipper, o I Grupo de Reconhecimento, partiu em 15 de dezembro, mas contratorpedeiros escoltando a 1ª Esquadra de Cruzadores de Batalha encontraram barcos torpedeiros alemães às 5h15min e travado uma ação inconclusiva. Warrender foi informado às 5h40min que o contratorpedeiro HMS Lynx estava enfrentando barcos torpedeiros inimigos, mas Beatty não recebeu esse relato. O contratorpedeiro HMS Shark avistou o cruzador blindado SMS Roon e suas escoltas às 7h00min, mas só conseguiu transmitir uma mensagem 25 minutos depois. Warrender e o cruzador de batalha HMS New Zealand receberam a mensagem, mas Beatty novamente não, mesmo com o New Zealand tendo sido encarregado especificamente de repassar mensagens entre os contratorpedeiros e o almirante. Warrender tentou falar com Beatty às 7h36min, mas só conseguiu fazer contato com o Lion às 7h55min. Beatty mudou de curso assim que recebeu a mensagem e ordenou que o New Zealand procurasse pelo Roon. Ele recebeu mensagens às 9h00min de que Scarborough estava sendo bombardeada, assim ordenou que o New Zealand voltasse para a esquadra e virou para o oeste em direção da cidade.
As forças britânicas se dividiram ao redor de uma parte rasa do Dogger Bank; a 1ª Esquadra de Cruzadores de Batalha passou pelo norte e a 2ª Esquadra de Batalha passou pelo sul enquanto navegavam rumo oeste com o objetivo de bloquearem a rota principal pelos campos minados que protegiam o litoral britânico. Isto deixou um espaço de quinze milhas náuticas (28 quilômetros) entre as duas formações pelo qual as forças rápidas alemãs começaram passar. Os cruzadores rápidos do II Grupo de Reconhecimento começaram a passar pelos britânicos às 12h25min. O cruzador rápido HMS Southampton avistou o cruzador rápido SMS Stralsund e enviou um relato para Beatty. Este virou seus cruzadores de batalha cinco minutos depois em direção aos alemães. O almirante presumiu que os cruzadores eram a vanguarda dos cruzadores de batalha de Hipper, mas estes estavam aproximadamente cinquenta quilômetros atrás. A 2ª Esquadra de Cruzadores Rápidos, que estava escoltando a força de Beatty, foi destacada para perseguir os cruzadores alemães, mas eles acabaram voltando para suas posições de escolta por interpretarem errado uma mensagem enviada dos cruzadores de batalha. Esta confusão permitiu que os alemães escapassem, também alertando Hipper sobre a posição da principal força britânica. O I Grupo de Reconhecimento virou para o nordeste e conseguiu escapar.

### Dogger Bank
O I Grupo de Reconhecimento fez uma surtida para Dogger Bank em 23 de janeiro de 1915 com o objetivo de encontrar quaisquer barcos pesqueiros britânicos ou embarcações pequenas que possivelmente estivessem coletando informações sobre os movimentos alemães. Entretanto, os britânicos novamente decodificaram suas mensagens e partiram para interceptá-los com uma força maior de cruzadores de batalha, incluindo o Lion. Contato foi estabelecido às 7h20min do dia seguinte quando o Arethusa avistou o cruzador rápido SMS Kolberg. Os alemães avistaram a 1ª Esquadra de Cruzadores de Batalha quinze minutos depois e Hipper ordenou uma virada para o sul e um aumento de velocidade para vinte nós (37 quilômetros por hora), acreditando que isto seria suficiente caso os navios avistados ao seu noroeste fossem couraçados, podendo aumentar ainda para 23 nós (43 quilômetros por hora), que era a velocidade máxima do cruzador blindado SMS Blücher, caso os inimigos fossem cruzadores de batalha.

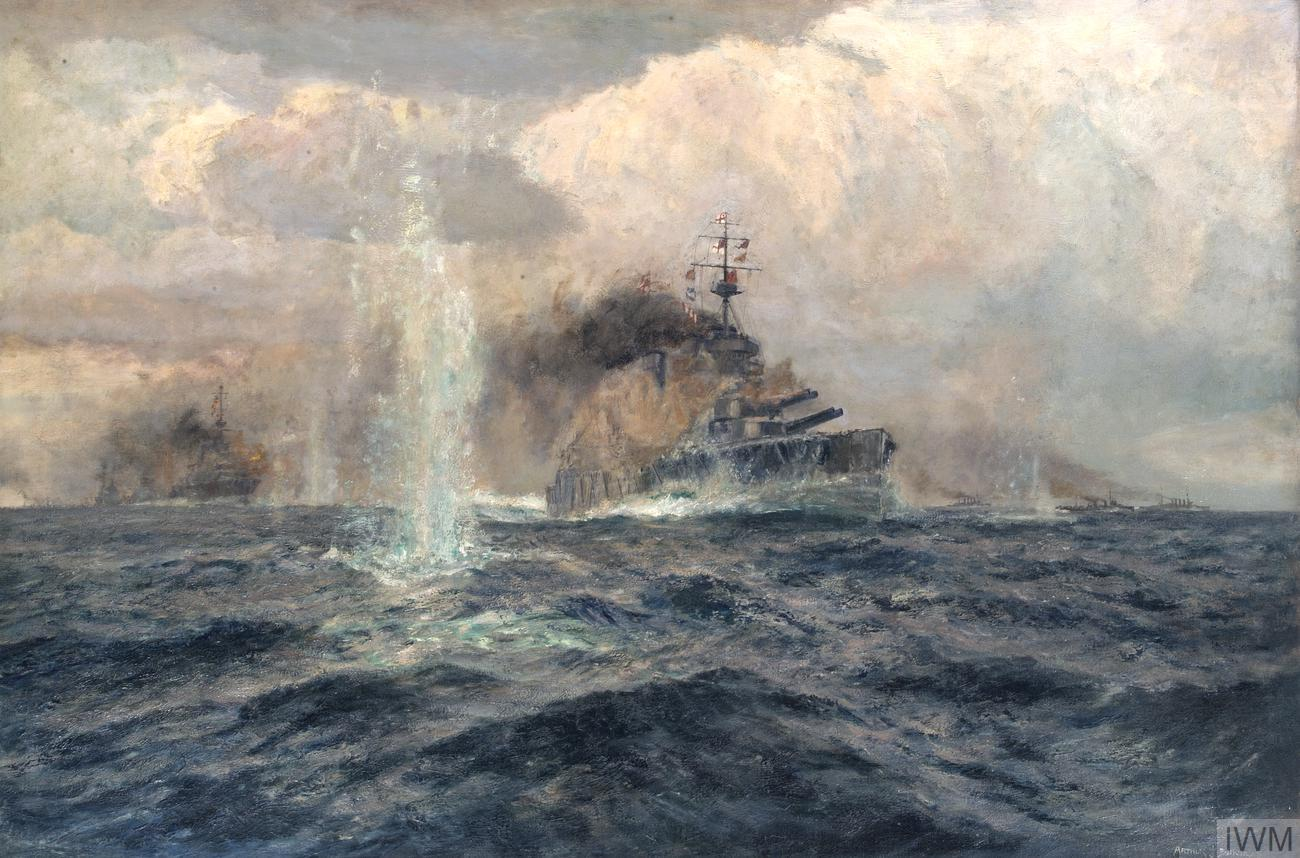
Pintura de Arthur Burgess do Lion sob fogo na Batalha de Dogger Bank

Beatty ordenou que seus cruzadores de batalha aumentassem para a máxima velocidade que pudessem a fim de pegarem os alemães antes de escaparem. O Lion, seu irmão HMS Princess Royal e o HMS Tiger alcançaram 27 nós (cinquenta quilômetros por hora) e o primeiro abriu fogo às 8h52min a uma distância de dezoito quilômetros. Os outros fizeram o mesmo logo em seguida, porém só foram acertar o Blücher pela primeira vez às 9h09min por causa da distância extrema e visibilidade cada vez pior. Os cruzadores de batalha alemães abriram fogo às 9h11min a uma distância de dezesseis quilômetros, concentrando seus disparos no Lion. Este foi acertado pela primeira vez às 9h28min na linha de flutuação com um projétil que inundou um depósito de carvão. Um projétil de 210 milímetros do Blücher acertou o teto da primeira torre de artilharia do Lion pouco depois, amassando-a e incapacitando o canhão esquerdo por duas horas. Beatty enviou um sinal às 9h35min dizendo "Enfrentem os navios correspondentes na linha inimiga", mas o capitão do Tiger, achando que o HMS Indomitable já estava atacando o Blücher, disparou contra o SMS Seydlitz, bem como o Lion, deixando o SMS Moltke livre e disparando contra o Lion sem se arriscar. O Lion acertou a barbeta de ré do Seydlitz às 9h40min e isto incendiou propelente exposto, com o fogo resultante se espalhando para outra torre e queimando as duas, matando 159 tripulantes.
O Seydlitz revidou às 10h01min com um projétil de 283 milímetros que ricocheteou na água e perfurou a blindagem do Lion à ré, porém não detonou. Isto mesmo assim abriu um buraco de 61 por 46 centímetros que inundou o compartimento do quadro de distribuição de baixa potência, fazendo com que dois dos três dínamos do navio entrassem em curto. O SMS Derfflinger acertou o Lion às 10h18min com dois projéteis de 305 milímetros que o perfuraram a bombordo abaixo da linha de flutuação. O choque dos impactos foi tão grande que o capitão Ernle Chatfield, o oficial comandante do Lion, achou que sua embarcação tinha sido torpedeada. Um projétil detonou em um compartimento lateral atrás da blindagem e abriu um buraco de 76 por 61 centímetros que inundou vários compartimentos adjacentes das salas de torpedos. Um estilhaço abriu um buraco em um cano de exaustão do motor do cabrestante, o que contaminou o condensador auxiliar com água salgada. O outro projétil acertou mais à ré e detonou no cinturão de blindagem. Este amassou duas placas de blindagem 61 centímetros para dentro e inundou alguns dos depósitos de carvão inferiores. Outro projétil de 283 milímetros acertou a barbeta da primeira torre de artilharia às 10h41min, mas iniciou apenas um pequeno incêndio que foi rapidamente apagado, porém o depósito de munição foi parcialmente inundado quando relatos falsos foram recebidos dizendo que ele estava em chamas também. O Lion foi atingido por mais projéteis em rápida sucessão logo em seguida, mas apenas um foi sério. Este detonou no cinturão principal ao lado da sala de máquinas e empurrou uma placa de blindagem sessenta centímetros para dentro e rompeu o tanque de água de alimentação de bombordo. O navio já tinha sido atingido catorze vezes até às 10h52min e aproximadamente três mil toneladas de água tinham entrado, criando um adernamento de dez graus para bombordo e reduzindo sua velocidade. Seu motor de bombordo parou de funcionar pouco depois e sua velocidade caiu para quinze nós (28 quilômetros por hora).

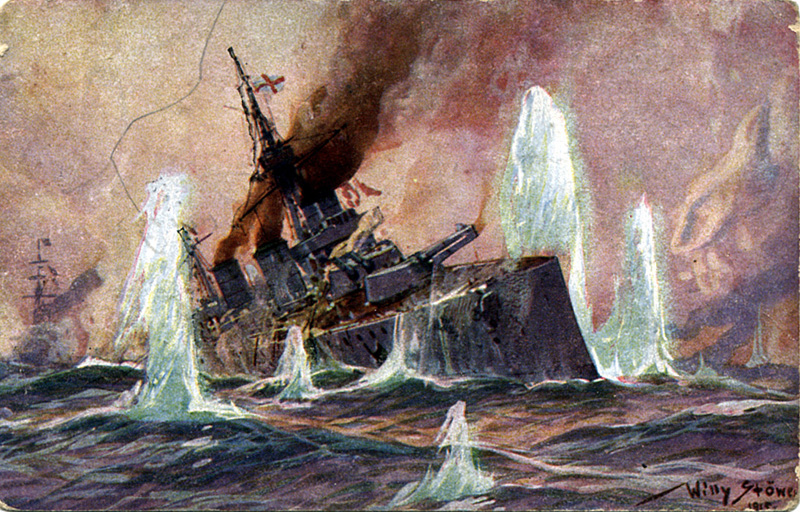
Pintura de Willy Stöwer do Lion danificado na Batalha de Dogger Bank

Neste meio-tempo, o Blücher foi seriamente danificado por disparos de todos os cruzadores de batalha, com sua velocidade tendo caído para dezessete nós (31 quilômetros por hora) e seu equipamento de direção travado. Beatty ordenou às 10h48min que o Indomitable atacasse o navio. Seis minutos depois ele avistou o que achava ser o periscópio de um submarino à estibordo da proa e ordenou uma virada imediata de noventa graus para bombordo, porém não hasteou a bandeira de "aviso submarino" porque a maioria das adriças do Lion tinham sido destruídas. Quase imediatamente em seguida o navio perdeu seu dínamo restante por conta do nível cada vez maior de água que derrubou toda energia restante. Beatty ordenou às 11h02min um "Curso Nordeste" a fim de colocar seus navios de volta na perseguição ao I Grupo de Reconhecimento. Também hasteou a bandeira de "atacar a retaguarda do inimigo" em outra adriça, mas não havia conexão entre os dois sinais. Isto fez com que o contra-almirante sir Gordon Moore, temporariamente no comando a bordo do New Zealand, achasse que os sinais estavam ordenando um ataque ao Blücher, que estava 7,3 quilômetros ao nordeste. Assim os cruzadores de batalha abandonaram a perseguição ao I Grupo de Reconhecimento e foram atrás do Blücher. Beatty tentou corrigir o erro, mas nesta altura o Lion estava muito atrás do resto dos navios para que seus sinais pudessem ser vistos em meio a fumaça e neblina.
O motor de estibordo do Lion parou de funcionar por conta da água de alimentação contaminada, mas foi reiniciado e o Lion começou a navegar dez nós (dezenove quilômetros por hora) quando os outros navios o alcançaram às 12h45min. O motor de estibordo começou a falhar às 14h30min e sua velocidade caiu para oito nós (quinze quilômetros por hora). O Indomitable recebeu ordens às 15h00min para rebocar o Lion, mas demorou duas horas e duas tentativas para que o reboque pudesse começar. Demorou mais um dia e meio para que chegassem no porto navegando a velocidades de sete a dez nós (treze a dezenove quilômetros por hora), mesmo com o motor de estibordo sendo consertado.
O navio passou por reparos temporários em Rosyth e então seguiu para Newcastle upon Tyne a fim de passar por reparos permanentes na Palmers Shipbuilding. O Almirantado não queria que o público soubesse o quão danificado o Lion tinha ficado ao colocá-lo em um dos estaleiros reais, pois isto poderia ser visto como um sinal de derrota. Foi alteado em oito graus para estibordo com quatro ensecadeiras entre 9 de fevereiro e 28 de março para que 140 metros quadrados do seu casco fosse consertado e para que cinco placas de blindagem e seus suportes fossem substituídos. Voltou para o serviço em 7 de abril, novamente como capitânia de Beatty. Durante a batalha disparou 243 projéteis de sua bateria principal, mas só acertou quatro, um no Blücher, um no Derfflinger e dois no Seydlitz. Foi atingido dezesseis vezes, mas sofreu apenas um morto e vinte feridos.

### Jutlândia

Movimentos britânicos (azul) e alemães (vermelho) na Batalha da Jutlândia

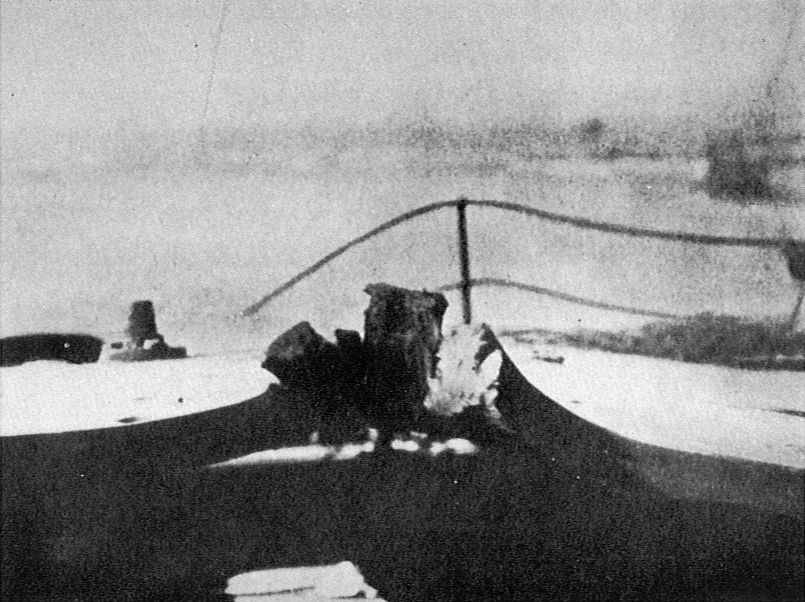
Buraco do acerto do Lützow na terceira torre de artilharia do Lion

A Frota de Cruzadores de Batalha foi para o mar em 31 de maio de 1916 com o objetivo de interceptar uma surtida da Frota de Alto-Mar. Os britânicos novamente conseguiram decodificar as mensagens alemãs e deixaram suas bases antes mesmo dos inimigos saírem das suas. O I Grupo de Reconhecimento avistou a Frota de Cruzadores de Batalha ao oeste às 15h20min, mas os britânicos só foram avistar os alemães dez minutos depois. Beatty quase imediatamente às 15h32min ordenou uma mudança de curso para leste-sul-leste a fim de se posicionar no caminho da rota de fuga dos alemães, ordenando que as tripulações dos seus navios fossem para postos de combate. Hipper virou para estibordo para longe dos britânicos, assumindo um curso sul-leste e reduzindo sua velocidade para dezoito nós (33 quilômetros por hora) com o objetivo de permitir que três cruzadores rápidos do II Grupo de Reconhecimento alcançassem a formação. Com esta manobra o I Grupo de Reconhecimento entrou em uma rota em direção ao resto da Frota de Alto-Mar, que estava a sessenta milhas náuticas (97 quilômetros) de distância. Por volta do mesmo momento os britânicos mudaram de curso para leste, pois ficou aparente para Beatty que ainda estavam muito ao norte para interceptá-los.
A Frota de Cruzadores de Batalha mudou de curso para leste-sul-leste às 15h45min, ficando em paralelo ao I Grupo de Reconhecimento a uma distância de aproximadamente dezesseis quilômetros. Os alemães abriram fogo primeiro três minutos depois, seguidos quase imediatamente pelos britânicos. Estes ainda estava no processo de virar e assim apenas o Lion e o Princess Royal, os dois primeiros da linha, tinham finalizado suas viradas quando os alemães dispararam. O fogo alemão foi preciso enquanto os britânicos superestimaram a distância, pois os cruzadores de batalha alemães se misturavam com a fumaça. O Lion foi atingido duas vezes pelo SMS Lützow três minutos depois dos alemães abrirem fogo. A distância tinha diminuído para 11,8 quilômetros às 15h54min e três minutos depois Beatty ordenou uma mudança de curso para estibordo a fim de aumentar a distância. O Lion acertou o Lützow pela primeira vez às 15h59min, mas no minuto seguinte o Lützow acertou um projétil de 305 milímetros na terceira torre de artilharia do Lion a uma distância de 15,1 quilômetros. O projétil perfurou a junta de duas placas de blindagem e detonou acima do canhão da esquerda. A placa de blindagem de centro do teto e da face da torre foram explodidas para fora, todos dentro foram mortos ou feridos e o incêndio resultante arrasou completamente o interior. Relatos sobre os eventos posteriores diferem, mas as portas do depósito de munição tinham sido fechadas e o depósito inundado quando o incêndio inflamou oito cargas de propelentes guardadas na sala de trabalho da torre às 16h28min. Elas queimaram violentamente, com as chamas chegando no topo do mastro e matando a maioria dos marinheiros que ainda estavam nas partes inferiores da barbeta. A pressão do ar foi tão grande que as portas do depósito de munição entortaram e o próprio depósito provavelmente teria explodido caso não tivesse sido inundado. O major Francis Harvey dos Fuzileiros Reais, o comandante da torre, foi postumamente condecorado com a Cruz Vitória por ter ordenado a inundação do depósito mesmo estando mortalmente ferido.

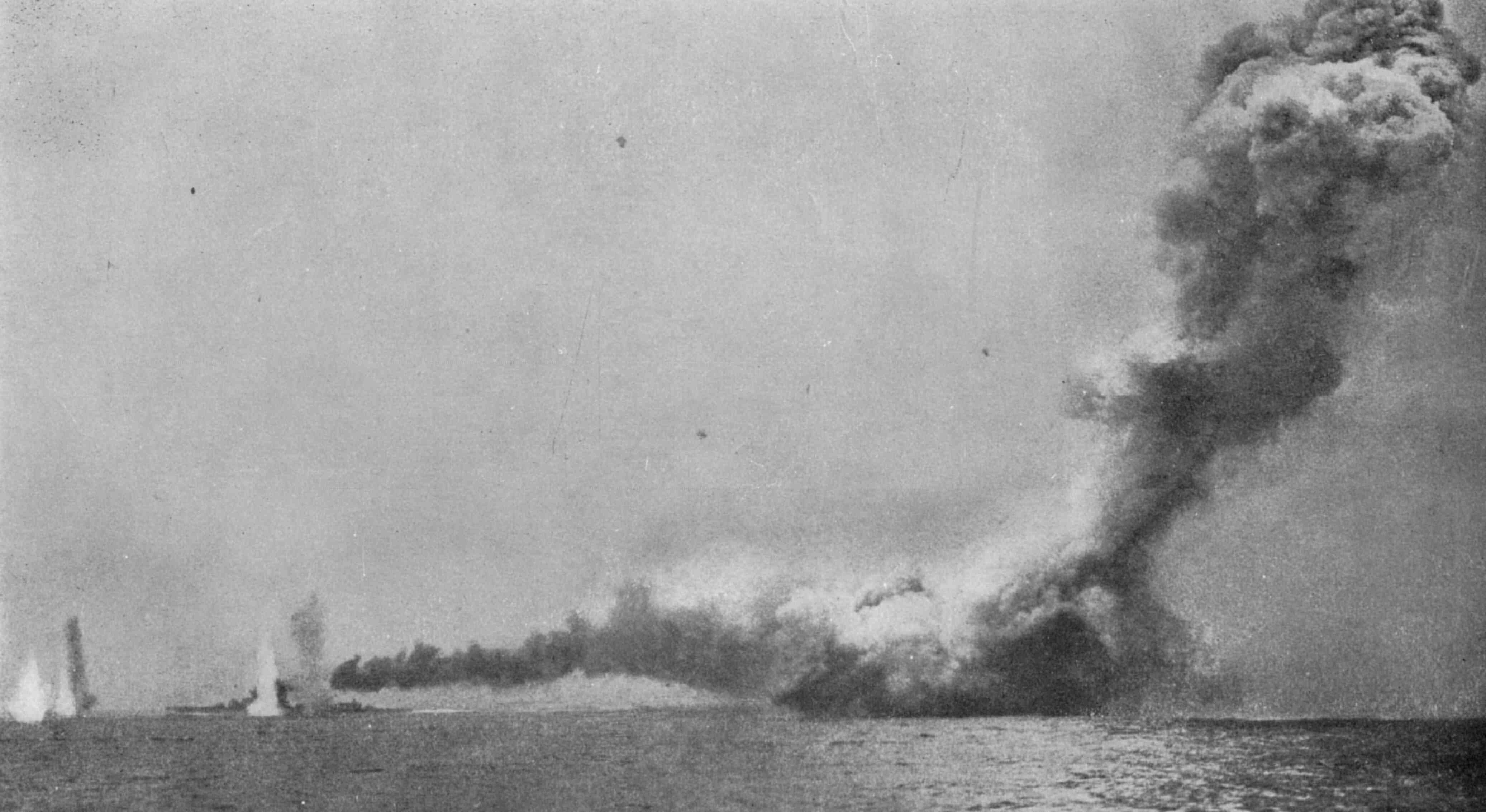
O Queen Mary (direita) explodindo, com o Lion (esquerda) passando ao lado

O Lion observou rastros de um torpedo lançado pelo Moltke passar perto da sua popa às 16h11min, mas no momento se acreditou que era um torpedo de um submarino no lado oposto. Isto foi aparentemente confirmado quando o contratorpedeiro HMS Landrail relatou ter visto um periscópio antes dos rastros terem sido avistados. Nesta altura a distância tinha aumentado muito para possibilitar disparos precisos e assim Beatty alterou o curso para novamente diminuir a distância entre 16h12min e 16h15min. Isto fez com que o Lion acertasse o Lützow outra vez às 16h14min, mas este o acertou várias vezes logo em seguida. A fumaça e névoa destes acertos fizeram o Lützow perder o Lion de vista, assim passou a disparar contra o HMS Queen Mary às 16h16min. A distância diminuiu nove minutos depois para 13,2 quilômetros e Beatty fez outra manobra para mais uma vez aumentar a distância. Entretanto, por volta do mesmo momento, o Queen Mary foi atingido várias vezes e seu depósito de munição de vante explodiu. O cruzador rápido HMS Southampton, que estava na vanguarda da força, avistou elementos da Frota de Alto-Mar às 16h30min navegando para o norte em alta velocidade. Três minutos depois avistou os mastros dos couraçados alemães, mas demorou outros cinco minutos para informar isto a Beatty. Este continuou navegando para o sul por mais dois minutos a fim de confirmar ele mesmo o avistamento, em seguida ordenando uma virada para estibordo.
O Lion foi atingido mais duas vezes depois dos britânicos terem começado a seguir para o norte. Os navios mantiveram velocidade máxima para tentar aumentar a distância e gradualmente saíram do alcance dos canhões inimigos. Seguiram para o norte e depois nordeste em uma tentativa de encontrar o corpo principal da Grande Frota. Eles abriram fogo novamente contra o cruzadores de batalha alemães às 17h40min. O sol poente cegou os artilheiros alemães, impedindo-os de avistarem os britânicos, virando para o nordeste às 17h47min. Beatty gradualmente virou mais para o leste a fim de dar cobertura para a Grande Frota em sua formação de batalha, mas ele calculou mal o momento da sua manobra e isto forçou a divisão de vanguarda a ir mais para o leste, para longe dos alemães. O Lion estava às 18h35min a ré da 3ª Esquadra de Cruzadores de Batalha enquanto navegavam a um curso leste-sul-leste, continuando a enfrentar o I Grupo de Reconhecimento ao seu sudoeste. A Frota de Alto-Mar tinha recebido ordens minutos antes para uma virada de 180 graus para estibordo, fazendo com que os britânicos os perdessem de vista na névoa. Beatty virou para o sudeste às 18h44min e para sul-sul-leste quatro minutos depois à procura dos cruzadores de batalha alemães. Também aproveitou a oportunidade para colocar os dois cruzadores de batalha sobreviventes da 3ª Esquadra de Cruzadores de Batalha à ré do New Zealand, reduzindo a velocidade para dezoito nós e virando para o sul a fim de não se separar da Grande Frota. A bússola giroscópica do Lion parou de funcionar nesse momento e a embarcação fez um círculo completo antes do controle de sua direção ser retomado. A Frota de Alto-Mar fez outra virada de 180 graus às 18h55min, o que novamente os colocou em direção da Grande Frota, que tinha alterado seu curso para o sul. Isto permitiu que os britânicos cruzassem o "T" dos alemães, danificando seriamente os navios da vanguarda. A Frota de Alto-Mar fez outra virada de 180 graus às 19h13min em uma tentativa de escapar da situação em que tinha ido parar.

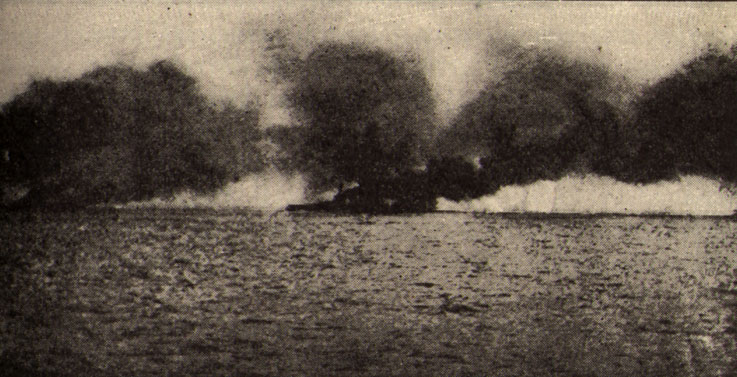
O Lion em chamas durante a batalha

A manobra foi bem sucedida e os britânicos perderam os alemães de vista até às 20h05min, quando o cruzador rápido HMS Castor avistou fumaça seguindo para oeste-norte-oeste. Dez minutos depois o Castor se aproximou o suficiente para identificar barcos torpedeiros inimigos e atacá-los. Beatty virou seus navios para o oeste ao ouvir os sons de disparos e avistou os cruzadores de batalha alemães a apenas 7,8 quilômetros de distância. Os cruzadores de batalha britânicos abriram fogo às 20h20min. Os couraçados pré-dreadnought alemães da II Esquadra de Batalha foram avistados pouco depois das 20h30min e atacados. Os alemães só conseguiram disparar alguns projéteis por conta da visibilidade ruim, virando então para o oeste. Os britânicos os acertaram várias vezes antes de se misturaram à névoa às 20h40min. Beatty mudou de curso para sul-sudeste e manteve-se à vante da Grande Frota e Frota de Alto-Mar até às 2h55min da madrugada de 1º de junho, quando recebeu ordens de dar a volta.
O Lion chegou em Rosyth na manhã de 2 de junho, ficando sob reparos até 19 de julho. Os restos da terceira torre de artilharia só foram substituídos depois. Foi atingido catorze vezes e sofreu 99 mortos e 51 feridos. Disparou 326 projéteis principais, mas só acertou quatro vezes no Lützow e um no Derfflinger. Também lançou sete torpedos, quatro contra couraçados alemães, dois contra o Derfflinger e um contra o cruzador rápido SMS Wiesbaden, todos erraram.

### Fim de carreira
O Lion voltou para a Frota de Cruzadores de Batalha em 19 de julho, novamente como a capitânia de Beatty, mas sem a terceira torre de artilharia. Esta foi substituída entre 6 a 23 de setembro na Armstrong Whitworth em Newcastle. Neste meio tempo, a Grande Frota foi para o mar em 18 de agosto em resposta a mensagens decifradas que diziam que a Frota de Alto-Mar partiria naquela noite. O objetivo dos alemães era bombardear Sunderland no dia seguinte. A Grande Frota saiu com 29 couraçados e seis cruzadores de batalha. Os dois lados receberam informações de inteligência conflitantes, com o resultando sendo que os britânicos chegaram no esperado ponto de interceptação e navegaram para o norte por acreditarem erroneamente que tinham entrado em um campo minado, só depois indo para os sul. Os alemães navegaram em um curso sudoeste perseguindo uma suposta esquadra britânica que tinha sido relatada por um zepelim, mas esta era na verdade os contratorpedeiros da Força de Harwich. Os alemães perceberam seu erro e voltaram para casa. O único contato ocorreu quando os contratorpedeiros avistaram a Frota de Alto-Mar, mas não conseguiram se posicionar para um ataque antes do anoitecer. As duas frotas voltaram para casa, com os britânicos tendo perdido dois cruzadores rápidos por submarinos, enquanto os alemães tiveram um couraçado danificado por um torpedo.
Beatty foi promovido a comandante da Grande Frota em dezembro de 1916 e o Lion se tornou a capitânia do vice-almirante William Pakenham, o novo comandante da Frota de Cruzadores de Batalha. O navio passou o restante da guerra realizando patrulhas pelo Mar do Norte enquanto a Frota de Alto-Mar estava proibida de arriscar mais perdas. Deu suporte para forças ligeiras britânicas em 17 de novembro de 1917 durante a Segunda Batalha da Angra da Heligolândia, mas nunca chegou ao alcance dos alemães. A 1ª Esquadra de Cruzadores de Batalha partiu em 12 de dezembro em uma tentativa fracassada de interceptar barcos torpedeiros alemães que tinham afundado um comboio para a Noruega no mesmo dia, retornando para a base no dia seguinte. A Grande Frota fez uma surtida em 23 de março de 1918 depois que transmissões interceptadas revelaram que a Frota de Alto-Mar estava no mar em uma tentativa de pegar um comboio britânico para a Noruega. Entretanto, os alemães estavam muito à frente e nunca foram pegos.
A guerra terminou em 11 de novembro de 1918 e o Lion estava entre os navios que escoltou a Frota de Alto-Mar no dia 21 para ser internada em Scapa Flow. A 1ª Esquadra de Cruzadores de Batalha permaneceu guardando os navios internados, mas o Lion foi transferido em abril de 1919 para a Frota do Atlântico e depois colocado na reserva em março de 1920. Foi descomissionado em 30 de março de 1922 e houve uma campanha na imprensa para tentar salvá-lo como um memorial de guerra, porém ele foi vendido para desmontagem em 31 de janeiro de 1924 por 77 mil libras esterlinas a fim de cumprir as exigências do Tratado Naval de Washington de dois anos antes.